# Peter Brunel
Peter Brunel (* 1975 in Soraga di Fassa) ist ein italienischer Koch aus dem Trentino. 

## Werdegang
Peter Brunel wurde in Soraga im ladinischen Fassatal geboren. Nach Abschluss der Hotelfachschule in Tesero ging Brunel zum Parkhotel Laurin nach Bozen. 
Dann wurde er Küchenchef in der Villa Negri in Riva del Garda, das 2003 ein Michelinstern verliehen bekam. Er wechselte dann zum Restaurant Palagio59 in Rignano sull’Arno. Im Sommer 2014 wurde er Executive Chef der Lungarno Collection der Familie Ferragamo. Im Dezember 2015 wurde das Restaurant Borgo San Jacopo mit einem Michelinstern ausgezeichnet.
Im Juli 2019 öffnet er sein Restaurant Peter Brunel im Ortsteil Linfano in Arco, das 2021 mit einem Michelinstern ausgezeichnet wurde.

## Auszeichnungen
- 2003: Ein Stern im Guide Michelin für das Restaurant Villa Negri[3]
- 2015: Ein Stern im Guide Michelin für das Restaurant Borgo San Jacopo[4]
- 2020: Ein Stern im Guide Michelin für das Restaurant Peter Brunel[4]